# 572 v. Chr.
Portal Geschichte | Portal Biografien | Aktuelle Ereignisse | Jahreskalender | Tagesartikel

◄ |
7. Jahrhundert v. Chr. |
6. Jahrhundert v. Chr. |
5. Jahrhundert v. Chr. |
►

◄ | 590er v. Chr. | 580er v. Chr. | 570er v. Chr. | 560er v. Chr. |
550er v. Chr. |
►

◄◄ | ◄ | 575 v. Chr. | 574 v. Chr. | 573 v. Chr. | 572 v. Chr. |
571 v. Chr. |
570 v. Chr. |
569 v. Chr. |
► |
►►

## Ereignisse

### Wissenschaft und Technik
- Im babylonischen Kalender fällt das babylonische Neujahr des 1. Nisannu auf den 31. März–1. April[1], der Vollmond im Nisannu auf den 15. April[1] und der 1. Tašritu auf den 25.–26. September[1].[2]

### Sport und Gesellschaft
- Arrhichion gewinnt erstmals den Pankration bei den Olympischen Spielen.
- Kleisthenes von Sikyon gewinnt das Wagenrennen bei den Olympischen Spielen. Im Anschluss lädt er Männer aus allen griechischen Polis zu einem Auswahlprozess, um seine Tochter Agariste zu verheiraten.